# 2024-es Super Formula szezon
A 2024-es Super Formula szezon az 52. szezonja volt a legmagasabb szintű japán Formula-sorozatnak, illetve a tizenkettedik Super Formula név alatt. A szezon március 8-án kezdődött Szuzukában és szintén ott ért véget november 10-én.
A bajnokságot Tszuboi Szo nyerte meg, a csapatok számára kiirt bajnokságot a Docomo Team Dandelion Racing alakulata nyerte meg, míg az év újonca Ivasza Ajumu lett.

## Csapatok és versenyzők
| Csapat                         | Motor  | #  | Versenyző         | Fordulók |
| ------------------------------ | ------ | -- | ----------------- | -------- |
| Kondō Racing                   | Toyota | 3  | Jamasita Kenta    | Összes   |
| Kondō Racing                   | Toyota | 4  | Kotaka Kazuto     | Összes   |
| Docomo Team Dandelion Racing   | Honda  | 5  | Makino Tadaszuke  | Összes   |
| Docomo Team Dandelion Racing   | Honda  | 6  | Óta Kakunosin     | Összes   |
| Kids com Team KCMG             | Toyota | 7  | Kobajasi Kamui    | Összes   |
| Kids com Team KCMG             | Toyota | 8  | Fukuzumi Nirei    | Összes   |
| ThreeBond Racing               | Honda  | 12 | Mijake Acushi     | Összes   |
| docomo business ROOKIE         | Toyota | 14 | Osima Kazuja      | Összes   |
| Team Mugen                     | Honda  | 15 | Ivasza Ajumu      | Összes   |
| Team Mugen                     | Honda  | 16 | Nodzsiri Tomoki   | Összes   |
| Itochu Enex Team Impul         | Toyota | 19 | Théo Pourchaire   | 1        |
| Itochu Enex Team Impul         | Toyota | 19 | Ben Barnicoat     | 2        |
| Itochu Enex Team Impul         | Toyota | 19 | Taira Hibiki      | 3–4, 8–9 |
| Itochu Enex Team Impul         | Toyota | 19 | Nyck de Vries     | 5–7      |
| Itochu Enex Team Impul         | Toyota | 20 | Kunimoto Júdzsi   | Összes   |
| Vantelin Team TOM’S            | Toyota | 36 | Tszuboi Szo       | Összes   |
| Vantelin Team TOM’S            | Toyota | 37 | Szaszahara Ukjó   | Összes   |
| Vertex Partners Cerumo・INGING | Toyota | 38 | Szakagucsi Szena  | Összes   |
| Vertex Partners Cerumo・INGING | Toyota | 39 | Ojú Tosziki       | Összes   |
| San-Ei Gen with B-Max          | Honda  | 50 | Kimura Iori       | Összes   |
| TGM Grand Prix                 | Honda  | 53 | Noda Dzsudzsu     | Összes   |
| TGM Grand Prix                 | Honda  | 55 | Macusita Nobuharu | 1–3      |
| TGM Grand Prix                 | Honda  | 55 | Ocu Hiroki        | 4–9      |
| PONOS Nakadzsima Racing        | Honda  | 64 | Jamamoto Naoki    | Összes   |
| PONOS Nakadzsima Racing        | Honda  | 65 | Szató Ren         | Összes   |

## Versenynaptár
| Forduló | Helyszín               | Dátum            | Pályarajz |
| ------- | ---------------------- | ---------------- | --------- |
| 1       | Suzuka Circuit         | március 8-10.    |           |
| 2       | Autopolis              | május 17-19.     |           |
| 3       | Sportsland SUGO        | június 21-23.    |           |
| 4       | Fuji Speedway          | július 19-21.    |           |
| 5       | Motegi Mobility Resort | augusztus 23-25. |           |
| 6       | Fuji Speedway          | október 11-13.   |           |
| 7       | Suzuka Circuit         | november 8-10.   |           |

## Eredmények

### Összefoglaló
| Forduló | Helyszín               | Pole-pozíció     | Leggyorsabb kör | Győztes          | Győztes                      | Listavezető     | Előny |
| Forduló | Helyszín               | Pole-pozíció     | Leggyorsabb kör | Versenyző        | Csapat                       | Listavezető     | Előny |
| ------- | ---------------------- | ---------------- | --------------- | ---------------- | ---------------------------- | --------------- | ----- |
| 1       | Suzuka Circuit         | Szakagucsi Szena | Jamamoto Naoki  | Nodzsiri Tomoki  | Team Mugen                   | Nodzsiri Tomoki | 6     |
| 2       | Autopolis              | Ivasza Ajumu     | Ben Barnicoat   | Makino Tadaszuke | Docomo Team Dandelion Racing | Nodzsiri Tomoki | 0     |
| 3       | Sportsland SUGO        | Nodzsiri Tomoki  | Nodzsiri Tomoki | Nodzsiri Tomoki  | Team Mugen                   | Nodzsiri Tomoki | 6,5   |
| 4       | Fuji Speedway          | Fukuzumi Nirei   | Nodzsiri Tomoki | Tszuboi Szo      | Vantelin Team TOM’S          | Nodzsiri Tomoki | 9,5   |
| 5       | Mobility Resort Motegi | Jamasita Kenta   | Jamamoto Naoki  | Makino Tadaszuke | Docomo Team Dandelion Racing | Nodzsiri Tomoki | 5     |
| 6       | Fuji Speedway          | Fukuzumi Nirei   | Tszuboi Szo     | Tszuboi Szo      | Vantelin Team TOM’S          | Nodzsiri Tomoki | 0,5   |
| 7       | Fuji Speedway          | Tszuboi Szo      | Tszuboi Szo     | Tszuboi Szo      | Vantelin Team TOM’S          | Tszuboi Szo     | 14,5  |
| 8       | Suzuka Circuit         | Óta Kakunosin    | Óta Kakunosin   | Óta Kakunosin    | Docomo Team Dandelion Racing | Tszuboi Szo     | 18,5  |
| 9       | Suzuka Circuit         | Nodzsiri Tomoki  | Kimura Iori     | Óta Kakunosin    | Docomo Team Dandelion Racing | Tszuboi Szo     | 30,5  |

Pontrendszer
| Pozíció | 1. | 2. | 3. | 4. | 5. | 6. | 7. | 8. | 9. | 10. |
| ------- | -- | -- | -- | -- | -- | -- | -- | -- | -- | --- |
| Pont    | 20 | 15 | 11 | 8  | 6  | 5  | 4  | 3  | 2  | 1   |

Az időmérő edzésen szerezhető pontok
| Pozíció | 1. | 2. | 3. |
| ------- | -- | -- | -- |
| Pont    | 3  | 2  | 1  |

### Versenyzők
(Félkövér: pole-pozíció, dőlt: leggyorsabb kör, a színkódokról részletes információ itt található)
| Helyezés | Versenyző         | SUZ1 | AUT | SUG‡ | FUJ1 | MOT  | FUJ2 | FUJ2 | SUZ2 | SUZ2 | Pont  |
| -------- | ----------------- | ---- | --- | ---- | ---- | ---- | ---- | ---- | ---- | ---- | ----- |
| 1        | Tszuboi Szo       | 11   | 3   | 3    | 1    | 5    | 1    | 1    | 2    | 23   | 117.5 |
| 2        | Nodzsiri Tomoki   | 13   | 9   | 1    | 3    | 3    | 63   | 72   | 5    | 41   | 87    |
| 3        | Makino Tadaszuke  | 10   | 12  | 4    | 5    | 1    | 4    | 3    | 3    | 8    | 86    |
| 4        | Óta Kakunosin     | 42   | 5   | 14   | Ni   | 19†2 | 92   | 4    | 1    | 12   | 75    |
| 5        | Ivasza Ajumu      | 9    | 21  | 2    | 112  | 7    | 2    | 6    | 92   | 7    | 63.5  |
| 6        | Fukuzumi Nirei    | 6    | 8   | 13   | 41   | 9    | 51   | 23   | 6    | 3    | 62    |
| 7        | Jamasita Kenta    | 2    | 7   | 6    | 13   | 21   | 10   | 8    | 8    | 9    | 48.5  |
| 8        | Jamamoto Naoki    | 3    | 43  | Ni   | 10   | 4    | 8    | Ki   | 7    | 6    | 41    |
| 9        | Ojú Tosziki       | 16   | 15  | 5    | 23   | 63   | Ki   | 10   | 10   | 16   | 27    |
| 10       | Kobajasi Kamui    | 19†  | 10  | 10   | 8    | 12   | 3    | 5    | 14   | 10   | 22.5  |
| 11       | Szató Ren         | 5    | Ki  | 11   | 7    | 10   | 7    | Kiz  | Ki3  | 5    | 22    |
| 12       | Szakagucsi Szena  | 71   | 6   | 12   | Ki   | Ki   | 18   | Ki   | 4    | 13   | 20    |
| 13       | Kunimoto Júdzsi   | Ki   | 19  | 7    | 6    | 11   | 13   | 15   | 13   | 12   | 7     |
| 14       | Kotaka Kazuto     | Ki   | 18  | 8    | 17   | 8    | 16   | 12   | Ki   | 19   | 4.5   |
| 15       | Macusita Nobuharu | 8    | 16  | 19   |      |      |      |      |      |      | 3     |
| 16       | Kimura Iori       | 12   | 14  | 9    | 15   | 17   | Ki   | 9    | 11   | 11   | 3     |
| 17       | Taira Hibiki      |      |     | 17   | 9    |      |      |      | Ki   | 17   | 2     |
| 18       | Nyck de Vries     |      |     |      |      | 13   | 11   | 11   |      |      | 0     |
| 19       | Osima Kazuja      | 13   | 11  | Ki   | 16   | 14   | 15   | Ki   | Ki   | 15   | 0     |
| 20       | Szaszahara Ukjó   | 15   | 12  | 16   | 12   | 16   | 12   | 14   | 15†  | 14   | 0     |
| 21       | Noda Dzsudzsu     | 17   | 20  | 18   | 19   | 18   | 17   | 16   | 12   | 20   | 0     |
| 22       | Ocu Hiroki        |      |     |      | 14   | 15   | 19   | 13   | Ki   | Ki   | 0     |
| 23       | Ben Barnicoat     |      | 13  |      |      |      |      |      |      |      | 0     |
| 24       | Mijake Acushi     | 14   | 17  | 15   | 18   | 20   | 14   | Ki   | Ki   | 18   | 0     |
| 25       | Théo Pourchaire   | 18   |     |      |      |      |      |      |      |      | 0     |
| Helyezés | Versenyző         | SUZ1 | AUT | SUG‡ | FUJ1 | MOT  | FUJ2 | FUJ2 | SUZ2 | SUZ2 | Pont  |

Megjegyzés:
- † – Nem fejezte be a futamot, de rangsorolva lett, mert teljesítette a versenytáv 90%-át.
- ‡ – A  Sportsland SUGO nagydíjat a rossz időjárási körülmények miatt félbeszakították, miután a tervezett versenytáv kevesebb mint 75%-a teljesült, ezért a megszerezhető pontok felét kapták.

### Csapatok
| Helyezés | Csapat                         | SUZ1 | AUT | SUG‡ | FUJ1 | MOT | FUJ2 | FUJ2 | SUZ2 | SUZ2 | Pont  |
| -------- | ------------------------------ | ---- | --- | ---- | ---- | --- | ---- | ---- | ---- | ---- | ----- |
| 1        | Docomo Team Dandelion Racing   | 4    | 1   | 4    | 5    | 1   | 4    | 3    | 1    | 1    | 148   |
| 1        | Docomo Team Dandelion Racing   | 10   | 5   | 14   | Ni   | 19† | 9    | 4    | 3    | 8    | 148   |
| 2        | Team Mugen                     | 1    | 2   | 1    | 3    | 3   | 2    | 6    | 5    | 4    | 131.5 |
| 2        | Team Mugen                     | 9    | 9   | 2    | 11   | 7   | 6    | 7    | 9    | 7    | 131.5 |
| 3        | Vantelin Team TOM’S            | 11   | 3   | 3    | 1    | 5   | 1    | 1    | 2    | 2    | 112.5 |
| 3        | Vantelin Team TOM’S            | 15   | 12  | 16   | 12   | 16  | 12   | 14   | 15†  | 14   | 112.5 |
| 4        | Kids com Team KCMG             | 6    | 8   | 10   | 4    | 9   | 3    | 2    | 6    | 3    | 77.5  |
| 4        | Kids com Team KCMG             | 19†  | 10  | 13   | 8    | 12  | 5    | 5    | 14   | 10   | 77.5  |
| 5        | PONOS Nakadzsima Racing        | 3    | 4   | 11   | 7    | 4   | 7    | 15   | 7    | 5    | 61    |
| 5        | PONOS Nakadzsima Racing        | 5    | Ret | Ni   | 10   | 10  | 8    | Kiz  | Ki   | 6    | 61    |
| 6        | Kondo Racing                   | 2    | 7   | 6    | 13   | 2   | 10   | 8    | 8    | 9    | 50    |
| 6        | Kondo Racing                   | Ki   | 18  | 8    | 17   | 8   | 16   | 12   | Ki   | 19   | 50    |
| 7        | Vertex Partners Cerumo・INGING | 7    | 6   | 5    | 2    | 6   | 18   | 10   | 4    | 13   | 42    |
| 7        | Vertex Partners Cerumo・INGING | 16   | 15  | 12   | Ki   | Ki  | Ki   | Ki   | 10   | 16   | 42    |
| 8        | Itochu Enex Team Impul         | 18   | 13  | 7    | 6    | 11  | 11   | 11   | 13   | 12   | 9     |
| 8        | Itochu Enex Team Impul         | Ki   | 19† | 17   | 9    | 13  | 13   | 15   | Ki   | 17   | 9     |
| 9        | TGM Grand Prix                 | 8    | 16  | 18   | 14   | 15  | 17   | 13   | 12   | 20   | 3     |
| 9        | TGM Grand Prix                 | 17   | 20  | 19   | 19   | 18  | 19   | 16   | Ki   | Ki   | 3     |
| 10       | San-Ei Gen with B-Max          | 12   | 14  | 9    | 15   | 17  | Ki   | 9    | 11   | 11   | 3     |
| 11       | docomo business ROOKIE         | 13   | 11  | Ki   | 16   | 14  | 15   | Ki   | Ki   | 15   | 0     |
| 12       | ThreeBond Racing               | 14   | 17  | 15   | 18   | 20  | 14   | Ki   | Ki   | 18   | 0     |
| Helyezés | Csapat                         | SUZ1 | AUT | SUG‡ | FUJ1 | MOT | FUJ2 | FUJ2 | SUZ2 | SUZ2 | Pont  |

Megjegyzés:
- † – Nem fejezte be a futamot, de rangsorolva lett, mert teljesítette a versenytáv 90%-át.
- ‡ – A  Sportsland SUGO nagydíjat a rossz időjárási körülmények miatt félbeszakították, miután a tervezett versenytáv kevesebb mint 75%-a teljesült, ezért a megszerezhető pontok felét kapták.

## Külső hivatkozások
- A Super Formula honlapja